# Ambohimiarivo
Ambohimiarivo – gmina na Madagaskarze, w regionie Vakinankaratra, w dystrykcie Antsirabe II. W 2001 roku zamieszkana była przez 10 060 osób. Siedzibę administracyjną stanowi miejscowość Ambohimiarivo.